# Dolus generalis
Der dolus generalis (lateinisch „allgemeiner Vorsatz“) ist eine strafrechtliche Figur des Vorsatzes. Die Figur des dolus generalis wurde früher herrschend vertreten. Inzwischen gehen sowohl Rechtsprechung als auch die herrschende Ansicht der Literatur davon aus, dass der dolus generalis nicht mehr mit dem Gesetzeswortlaut zu vereinbaren ist.
Die Bestrafung wegen der vorsätzlichen Begehung einer Tat war nach dem Rechtsgedanken des dolus generalis stets möglich, wenn irgendwann während des Handlungsablaufs der Täter Vorsatz hatte. Damit erstreckte sich der Vorsatz bei demjenigen Täter weiter, der zunächst dachte, er hätte den Taterfolg bereits herbeigeführt, ihn aber erst später (unwissend) durch eine weitere Handlung tatsächlich vollendete.
Das klassische dolus generalis-Problem zeigte sich im sogenannten „Jauchegruben-Fall“: Der Täter stopfte seinem Opfer Sand in den Mund, um es am Schreien zu hindern. Das Opfer wurde bewusstlos und blieb regungslos liegen, sodass der Täter annahm, das Opfer sei bereits tot. Zum Verwischen der Spuren warf er das noch bewusstlose, aber nicht tote Opfer in eine Jauchegrube, wo es dann starb. Das Problem hier ist, dass der Tötungsvorsatz während des Erwürgens vorlag, jedoch nicht, als der Täter das Opfer in die Jauchegrube warf. Allerdings muss der Vorsatz bei Begehung der Tat vorliegen (Koinzidenzprinzip). Hier half der dolus generalis aus.
Während die frühere Rechtsprechung und Literatur mit dem dolus generalis eine vollendete vorsätzliche Tötung (Mord oder Totschlag) annahm, würde heute eine solche Konstruktion wegen des aus §§ 8, 16, 22 StGB folgenden Simultanitätsprinzips nicht zulässig sein. Im Zeitpunkt der Handlung (Erfolgsverursachung) müssen Vorsatz, Rechtswidrigkeit der Tat und die Schuld des Täters vorhanden sein.
Für einen Großteil der Fälle wird heute jedoch von der herrschenden Meinung die Figur der unwesentlichen Abweichung vom Kausalverlauf herangezogen. Die Strafbarkeit erstreckt sich bei einer unwesentlichen Abweichung auch über den Versuch des Delikts hinaus auf ein Vorsatzdelikt.